# Klančina
Klančína ali klánec je v mehaniki ravna ploskev, nagnjena glede na vodoravnico za nek kot. Klančina je eno osnovnih orodij, s katero zmanjšamo silo, potrebno, da breme dvignemo na neko višino. Namesto tega opravimo isto delo tako, da z manjšo silo učinkujemo na daljši poti.
Klančine se veliko uporabljajo v gradbeništvu, pri načrtovanju cest, železnic, pa tudi pri načrtovanju dostopov z invalidsikimi, otroškimi ali nakupovalnimi vozički.
Strmino klančine lahko izrazimo s kotom glede na vodoravnico, posebej v prometu pa se strmina navadno navaja v odstotkih (metri premoščene višinske razlike na 100 metrov dolžine) ali promilih (metri premoščene višinske razlike na 1000 metrov dolžine).